# Văleni (Maros megye)
Văleni falu Romániában, Maros megyében, Mezőpagocsa központjától nyugat-délnyugati irányban két kilométerre.

## Története
Mezőpagocsa község része. A trianoni békeszerződésig Maros-Torda vármegye Marosi felső járásához tartozott.

## Népessége
2002-ben 317 lakosa volt, ebből 305 román és 12 magyar nemzetiségű.

## Vallások
A falu lakói közül 272-en ortodox, 20-an pünkösdista és 11-en református hitűek.